# Héctor Casimiro Yazalde
Héctor Casimiro Yazalde (Villa Fiorito, Buenos Aires, 29 de mayo de 1946-Buenos Aires, 18 de junio de 1997) fue un jugador de fútbol argentino, apodado Chirola. Se destacó con la camiseta de Independiente y con el Sporting Clube de Portugal, donde logró la Bota de Oro de Europa, con 46 goles, siendo el primer futbolista argentino en lograr ese trofeo además de ser el primero no europeo, en la temporada 1973-1974.
Chirola Yazalde fue elegido el mejor futbolista argentino del año en 1970, siendo el primer jugador en recibir esta nominación.
Es también uno de los futbolistas argentinos más goleadores de la historia, según la FIFA ha anotado 252 goles en 384 partidos oficiales de Primera División jugados en Argentina, Portugal y Francia.

## Biografía

### Primeros años

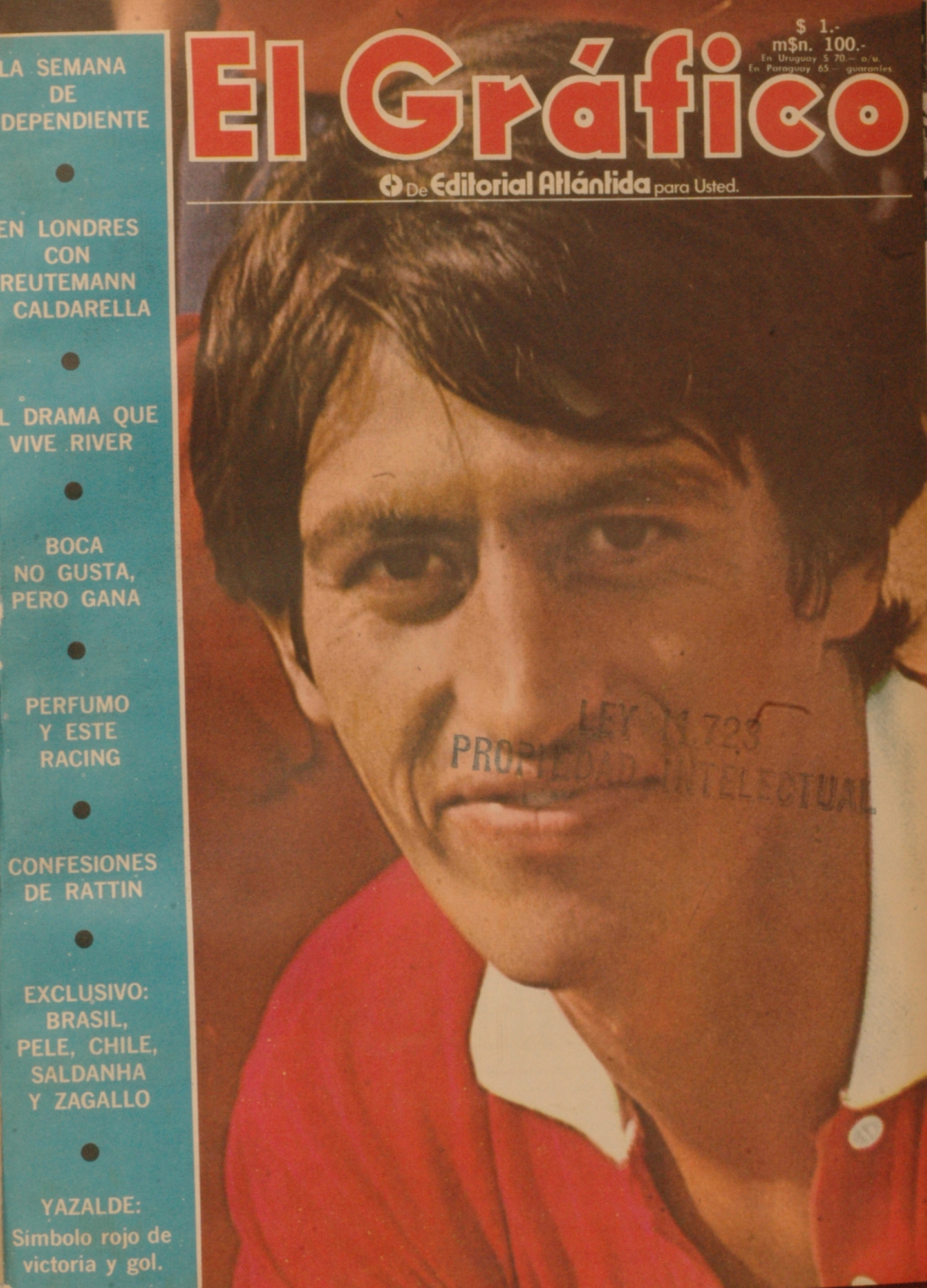
Yazalde en 1970.

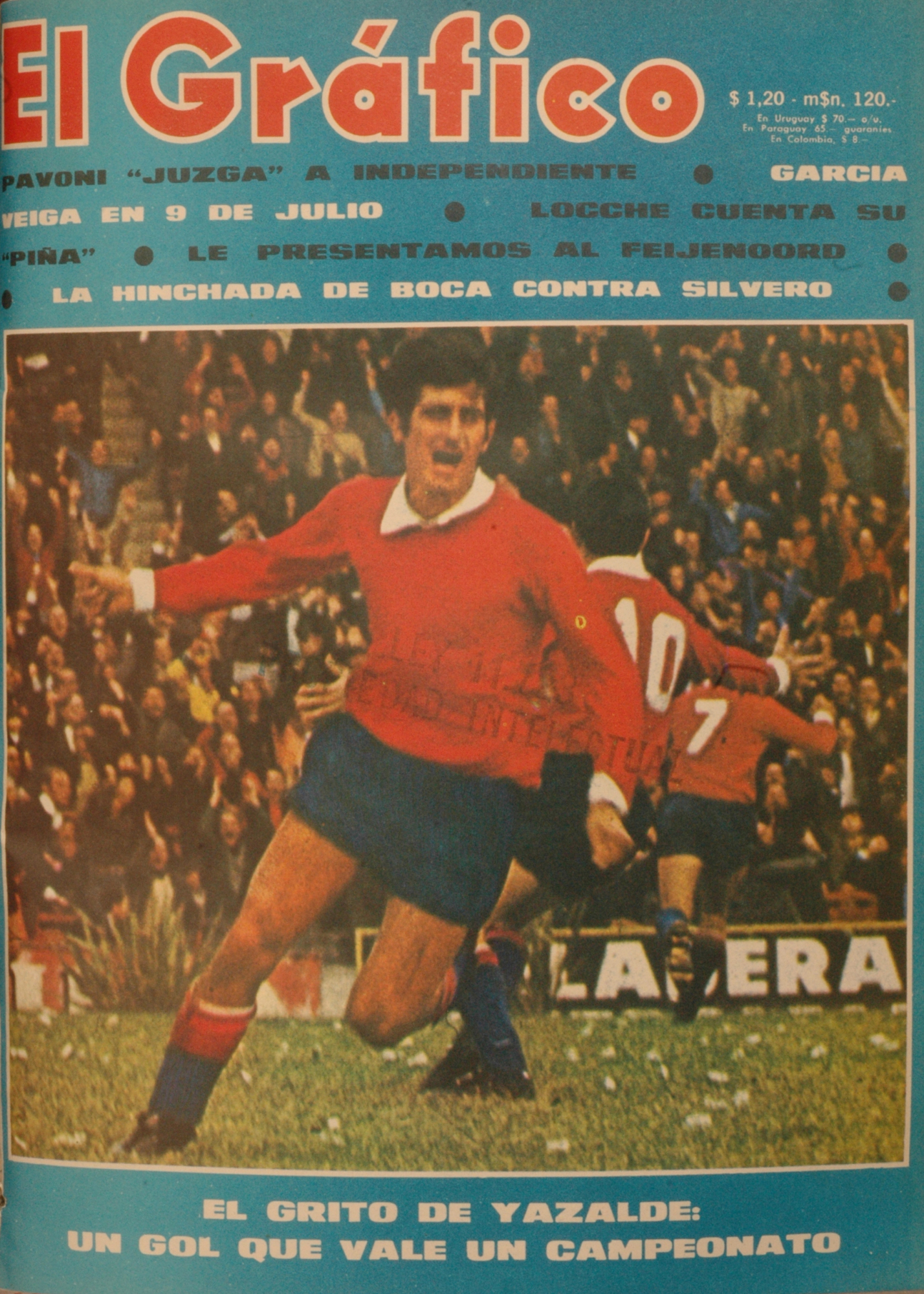
Yazalde en Independiente en 1970.

Yazalde nació el 29 de mayo de 1946 en un barrio pobre de Avellaneda, en la provincia de Buenos Aires, Argentina.
Debido a su condición social desfavorecida, cuando entró a la escuela a los siete años no tenía libros. Horacio Aguirre, un buen amigo, era quién le prestaba los libros para que pudiese estudiar.
A los 13 años comenzó a trabajar para ayudar al sustento de la familia. Empezó vendiendo periódicos, después bananas, y por último a partir hielo. Su apodo, Chirola, es una palabra que en el lunfardo indica poco monto de dinero, ya que él se empleaba en trabajos temporarios para poder conseguir algunas chirolas. Su sueño era ser como sus ídolos de Boca Juniors: Valentim, Roma o Rattín.
En 1965, cuando Yazalde asistió al entrenamiento de Horacio Aguirre en Club Piraña, un club de la ciudad de Buenos Aires, y se pidió que alguien le prestase un equipo para entrenar. Esa misma tarde firmó un contrato y recibió 2.000 Peso Moneda Nacional, que era el equivalente a lo que recibía en un mes como vendedor ambulante de bananas. Durante dos años se desempeñó en el Club Piraña en la divisional de ascenso
Julio Grondona que como dirigente del club Arsenal de Sarandí conocía a los jugadores de las divisionales del ascenso y además era presidente de la Comisión de Fútbol de Independiente, convenció a su presidente Carlos Radrizzani de que pagará 1.800.000 por Chirola. Yazalde debutó en Independiente en 1967.

### Campeón a los 20 años
A los 20 años se consagró por primera vez campeón y recibió el trofeo de artillero. No mucho después, fue convocado para jugar en la selección argentina.
En 1967/1968 revalidó el título de Campeón Nacional de Argentina, y con el dinero que recibió compró un departamento en el centro de Buenos Aires.

### A Europa con el Sporting de Lisboa
En 1970 fue invitado a jugar para el Santos y para el Palmeiras de Brasil, para el Valencia de España, para el Lyon de Francia, para el Nacional de Montevideo y para el Boca Juniors de Buenos Aires, pero se decidió por el Sporting Clube de Portugal, de Lisboa.
Con el dinero que recibió construyó una vivienda para sus padres en un barrio acomodado.

### El rey de Europa
Yazalde no se destacó en su primera temporada para el Sporting, pero en 1973/1974 el popular Chirola marcó 46 goles en 30 partidos y conquistó la Bota de Oro europea, y el 19 de mayo de 1974 estableció la plusmarca europea de goles en una temporada que se mantuvo hasta la 2012 cuando su compatriota Lionel Messi marcó 50 goles. La plusmarca anterior pertenecía al yugoslavo (croata) Josip Skoblar. Como premio recibió un auto Toyota, que vendió para compartir el dinero con sus compañeros de equipo.
En 1975, fue transferido al Olympique de Marsella, pero no tuvo una buena experiencia. Regresó a la Argentina, donde jugó en Newell's Old Boys de Rosario hasta 1982 y luego se hizo empresario del fútbol.

### Vida familiar
Chirola Yazalde tuvo una vida cinematográfica: de trabajar por poco dinero ("chirolas") en su Villa Fiorito natal, donde luego nacería otro ídolo argentino, Maradona, a experimentar una vida de lujos y fortuna en Europa.
La aparición de Chirola, primero en Independiente y, luego, en el Sporting de Lisboa fue deslumbrante. Si el Rojo le dio un nombre y lo llevó a la Selección, el equipo portugués lo depositó en lo más alto de Europa: el 12 de mayo de 1974, Yazalde anotó el gol número 46 que lo convirtió en el máximo goleador de todas las ligas de Europa y le valió la Bota de Oro. “Cerraron el Lido de París para premiarlo a Chirola. Estaban Franz Beckenbauer y Gerd Müller con sus mujeres, pero la celebridad era él”, cuenta la actriz y modelo nacida María Do Carmen Resurreción De Deus, después conocida como Carmen Yazalde, con quien se casó el 16 de julio de 1973. Era un bon vivant, codeándose con figuras tales como Carlos Monzón, Alain Delon o Jean Paul Belmondo. Estudiaba inglés y francés. Pero, a pesar del confort que les daba Europa, el futbolista decidió volver a la Argentina con la ilusión de jugar el Mundial, con la promesa de Julio Humberto Grondona de ser convocado. Esa promesa nunca se cumplió, y tras un exitoso paso por Newell´s, recaló en Huracán donde jugó su último encuentro en 1981.
Tras su retiro, fue ayudante de campo del director técnico uruguayo Luis Cubilla en River y en Olimpia, de Paraguay. Luego, utilizó la experiencia que acumuló en Europa y se convirtió en representante de jugadores. No obstante, separado de su esposa y de su pasión como jugador, cayó en una profunda depresión y según versiones, en el alcoholismo.

### Fallecimiento
Falleció a los 51 años en Buenos Aires, víctima de una hemorragia y paro cardíaco.

## Selección Argentina
Fue internacional con la Selección Argentina de Fútbol de 1969 a 1974. Disputó la Copa Mundial de Fútbol de 1974 donde jugó 5 partidos y anotó 2 goles ante Haití en la victoria argentina 4-1.

## Trayectoria

### Primera División
| Equipo                     | Temporadas | Partidos | Goles | Promedio |
| -------------------------- | ---------- | -------- | ----- | -------- |
| Independiente              | 1967-1971  | 117      | 72    | 0.62     |
| Sporting Clube de Portugal | 1971-1975  | 104      | 104   | 1.00     |
| Olympique de Marsella      | 1975-1977  | 43       | 23    | 0.53     |
| Newell's Old Boys          | 1977-1981  | 120      | 53    | 0.44     |
| Huracán                    | 1982       | 1        | 0     | 0.00     |
| Total                      | 1967-1982  | 386      | 252   | 0.65     |

### Copas internacionales
| Temporada | Equipo             | Torneo            | Part. | Goles |
| --------- | ------------------ | ----------------- | ----- | ----- |
| 1968      | Independiente      | Copa Libertadores | 3     | 1     |
| 1973-1974 | Sporting de Lisboa | Recopa de Europa  | 8     | 4     |
| 1974-1975 | Sporting de Lisboa | Champions League  | 2     | 1     |
| Total     |                    |                   | 13    | 6     |

### Resumen estadístico
|                       | Partidos | Goles | Promedio |
| --------------------- | -------- | ----- | -------- |
| Primera División      | 386      | 252   | 0,65     |
| Copas nacionales      | 26       | 15    | 0,57     |
| Copas internacionales | 13       | 6     | 0,46     |
| Selección Argentina   | 10       | 2     | 0,20     |
| TOTAL                 | 435      | 275   | 0,63     |

### Participaciones en Copas del Mundo
| Mundial              | Sede     | Resultado    | Partidos | Goles |
| -------------------- | -------- | ------------ | -------- | ----- |
| Copa Mundial de 1974 | Alemania | Segunda fase | 3        | 2     |

## Estadísticas
Datos actualizados al fin de la carrera deportiva.
| Independiente Argentina |               |               |     |     |    |    |    |     |     |      |      |
| 1.ª | M-1967        | 1             | 0   | -   | -  | -  | -  | 1   | 0   | 0,00 |      |
| 1.ª | N-1967        | 9             | 10  | -   | -  | -  | -  | 9   | 10  | 1,11 |      |
| 1.ª | M-1968        | 21            | 11  | -   | -  | 4  | 1  | 25  | 12  | 0,48 |      |
| 1.ª | N-1968        | 13            | 7   | -   | -  | -  | -  | 13  | 7   | 0,53 |      |
| 1.ª | M-1969        | 17            | 8   | -   | -  | -  | -  | 17  | 8   | 0,47 |      |
| 1.ª | N-1969        | 17            | 12  | -   | -  | -  | -  | 17  | 12  | 0,70 |      |
| 1.ª | M-1970        | 20            | 12  | -   | -  | -  | -  | 20  | 12  | 0,60 |      |
| 1.ª | N-1970        | 15            | 11  | -   | -  | -  | -  | 15  | 11  | 0,73 |      |
| Total club | Total club    | 113           | 71  | 0   | 0  | 4  | 1  | 117 | 72  | 0,61 |      |
| Sporting Clube Portugal |               |               |     |     |    |    |    |     |     |      |      |
| 1.ª | 1971-72       | 20            | 9   | 3   | 0  | 4  | 4  | 27  | 13  | 0,48 |      |
| 1.ª | 1972-73       | 29            | 19  | 5   | 7  | 2  | 1  | 36  | 27  | 0,75 |      |
| 1.ª | 1973-74       | 29            | 46  | -   | -  | 6  | 4  | 35  | 50  | 1,42 |      |
| 1.ª | 1974-75       | 26            | 30  | 5   | 5  | 2  | 1  | 33  | 36  | 1,09 |      |
| Total club | Total club    | 104           | 104 | 13  | 12 | 14 | 10 | 131 | 126 | 0,96 |      |
| Olympique de Marseille Francia |               |               |     |     |    |    |    |     |     |      |      |
| 1.ª | 1975-76       | 31            | 19  | 1   | 0  | 2  | 0  | 34  | 19  | 0,55 |      |
| 1.ª | 1976-77       | 13            | 4   | -   | -  | 1  | 0  | 14  | 4   | 0,28 |      |
| Total club | Total club    | 44            | 23  | 1   | 0  | 3  | 0  | 48  | 23  | 0,47 |      |
| Newell's Old Boys Argentina |               |               |     |     |    |    |    |     |     |      |      |
| 1.ª | N-1977        | 13            | 6   | -   | -  | -  | -  | 13  | 6   | 0,46 |      |
| 1.ª | M-1978        | 24            | 10  | -   | -  | -  | -  | 24  | 10  | 0,41 |      |
| 1.ª | N-1978        | 10            | 5   | -   | -  | -  | -  | 10  | 5   | 0,50 |      |
| 1.ª | M-1979        | 12            | 7   | -   | -  | -  | -  | 12  | 7   | 0,58 |      |
| 1.ª | N-1979        | 12            | 7   | -   | -  | -  | -  | 12  | 7   | 0,58 |      |
| 1.ª | M-1980        | 5             | 3   | -   | -  | -  | -  | 5   | 3   | 0,60 |      |
| 1.ª | N-1980        | 18            | 11  | -   | -  | -  | -  | 18  | 11  | 0,61 |      |
| 1.ª | M-1981        | 25            | 6   | -   | -  | -  | -  | 25  | 6   | 0,24 |      |
| 1.ª | N-1981        | 1             | 0   | -   | -  | -  | -  | 1   | 0   | 0,00 |      |
| Total club | Total club    | 120           | 55  | 0   | 0  | 0  | 0  | 120 | 55  | 0,45 |      |
| Huracán Argentina |               |               |     |     |    |    |    |     |     |      |      |
| 1.ª | N-1982        | 1             | 0   | -   | -  | -  | -  | 1   | 0   | 0,00 |      |
| Total club | Total club    | 1             | 0   | 0   | 0  | 0  | 0  | 1   | 0   | 0,00 |      |
| Total carrera | Total carrera | Total carrera | 382 | 253 | 14 | 12 | 21 | 11  | 417 | 276  | 0,66 |
| (1) Incluye datos de la Copa de Portugal, Copa de Francia. (2) Incluye datos de la Copa Libertadores, Recopa de Europa, Liga de Campeones de la UEFA, Copa UEFA. (3) No incluye goles en partidos amistosos. |               |               |     |     |    |    |    |     |     |      |      |

## Palmarés

### Campeonatos nacionales
| Título               | Club               | País      | Año       |
| -------------------- | ------------------ | --------- | --------- |
| Campeonato Argentino | Independiente      | Argentina | 1967      |
| Campeonato Argentino | Independiente      | Argentina | 1970      |
| Copa de Portugal     | Sporting de Lisboa | Portugal  | 1972/1973 |
| Primeira Liga        | Sporting de Lisboa | Portugal  | 1973/1974 |

### Distinciones individuales
| Distinción                                       | Año  |
| ------------------------------------------------ | ---- |
| Galardonado como Futbolista del año en Argentina | 1970 |
| Bota de Oro al Máximo Goleador de Europa         | 1974 |
| Máximo Goleador de la Liga portuguesa (46 goles) | 1974 |
| Máximo Goleador de la Liga portuguesa (30 goles) | 1975 |

## Perfil técnico
El Chirola tenía dinámica, buen manejo del balón, inteligencia y remate con ambas piernas. En ocasiones, Casimiro (su segundo nombre) paraba la pelota con el pecho, la dejaba caer y metía zurdazos hasta alojarla en el fondo del arco

## Enlaces
- Murió Chirola Yazalde, un goleador de raza. Archivado el 21 de abril de 2009 en Wayback Machine.

| Predecesor: No tiene | Futbolista Argentino del año 1970 | Sucesor: José Omar Pastoriza |